# Robert H. McNaught
Robert H. McNaught, (Escócia, 1956) é um astrônomo britânico-australiano da Escola de Pesquisa de Astronomia e de Astrofísica da Universidade Nacional da Austrália. Ele tem colaborado com David Asher do Observatório Armagh.
É um prolífico descobridor de asteroides, até agora Robert McNaught já descobriu 410 asteroides, além da descoberta conjunta do cometa periódico 130P/McNaught-Hughes. Usando o telescópio Schmidt de Uppsala descobriu o cometa C/2006 P1 em 7 de Agosto de 2006, que se tornou o cometa mais brilhante das últimas décadas. O seu periélio foi em 12 de Janeiro de 2007 e se tornou vísivel fácilmente a olho nu para observadores no Hemisfério Sul.
Existem onze "Cometas McNaught", além do Grande Cometa de 2007. Eles são:
- C/1987 U3 (a.k.a. 1987 XXXII, 1987b1)
- C/2005 E2
- C/2005 L2
- C/2005 L3
- C/2005 S4
- C/2006 B1
- C/2006 E1
- C/2006 K1
- C/2006 K3
- C/2006 L2
- C/2006 Q1

McNaught também descobriu nove cometas periódicos:
- Cometa McNaught 1 (P/2004 K2)
- Cometa McNaught 2 (P/2004 R1)
- Cometa McNaught 3 (P/2005 J1)
- Cometa McNaught 4 (P/2005 K3)
- Cometa McNaught 5 (P/2005 L1)
- Cometa McNaught 6 (P/2005 Y2)
- Cometa McNaught 7 (P/2006 G1)
- Cometa McNaught 8 (P/2006 H1)
- Cometa McNaught 9 (P/2006 K2)

Finalmente, ele também é o co-responsável pela descoberta dos seguintes cometas:
- P/McNaught-Hartley (a.k.a. P/1994 N2, 1994 XXXI, 1994n)
- Cometa McNaught-Hartley (a.k.a. C/1999 T1)
- Cometas McNaught-Hughes:
  - C/1990 M1 (a.k.a. 1991 III, 1990g)
  - 130P/McNaught-Hughes (a.k.a. 130P/1991 S1, 1991 IX, 1991y, 130P/1997 H1)
- Cometas McNaught-Russell:
  - C/1991 C3 (a.k.a. 1990 XIX, 1991g)
  - C/1991 Q1 (a.k.a. 1992 XI, 1991v)
  - C/1991 R1 (a.k.a. 1990 XXII, 1991w)
  - C/1993 Y1 (a.k.a. 1994 XI, 1993v)
  - P/1994 X1 (a.k.a. 1994 XXIV, 1994u)
- Cometa McNaught-Tritton (a.k.a. C/1978 G2, 1978 XXVII)
- Cometa McNaught-Watson (a.k.a. C/1999 S2)

O asteroide 3173 McNaught foi nomeado em sua honra.